# Bosc de Hambach
El Bosc de Hambach (en alemany Hambacher Wald, Hambacher Forst, Bürgewald i Die Bürge) és un bosc antic a l'estat federat de Rin del Nord-Westfàlia, a l'oest d'Alemanya, a prop de Buir, entre Colònia i Aachen. Està planejat que el bosc serà talat com a part de la Mina de Hambach propietat de la multinacional RWE. Hi ha hagut protestes i ocupacions per tal d'evitar-ho des de l'any 2012.

## Romanent d'un hàbitat ecològic únic
El Bosc de Hambach és ric en biodiversitat i la llar de 142 espècies considerades importants per la conservació. El bosc ha estat descrit com "l'últim hàbitat d'un ecosistema silvestre que hi ha hagut en aquesta part del riu Rin entre Aachen i Colònia des de finals de l'edat de gel".
Actualment només queda el 10% del Bosc de Hambach, i la part que queda es troba sota una greu amenaça per l'extracció de carbó.

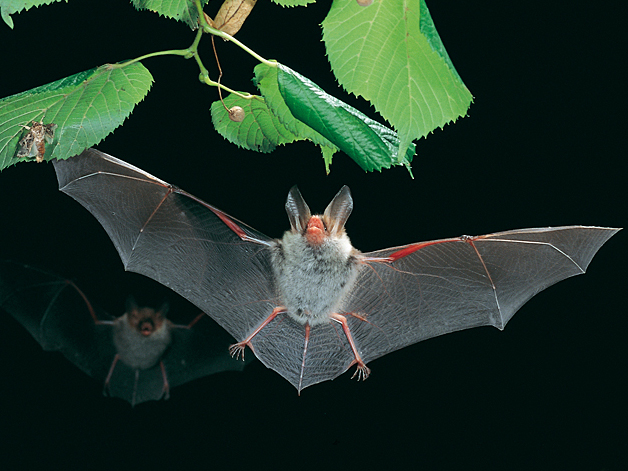
La població dels ratpenats de Bechstein del Bosc de Hambach es troba sota amenaça.

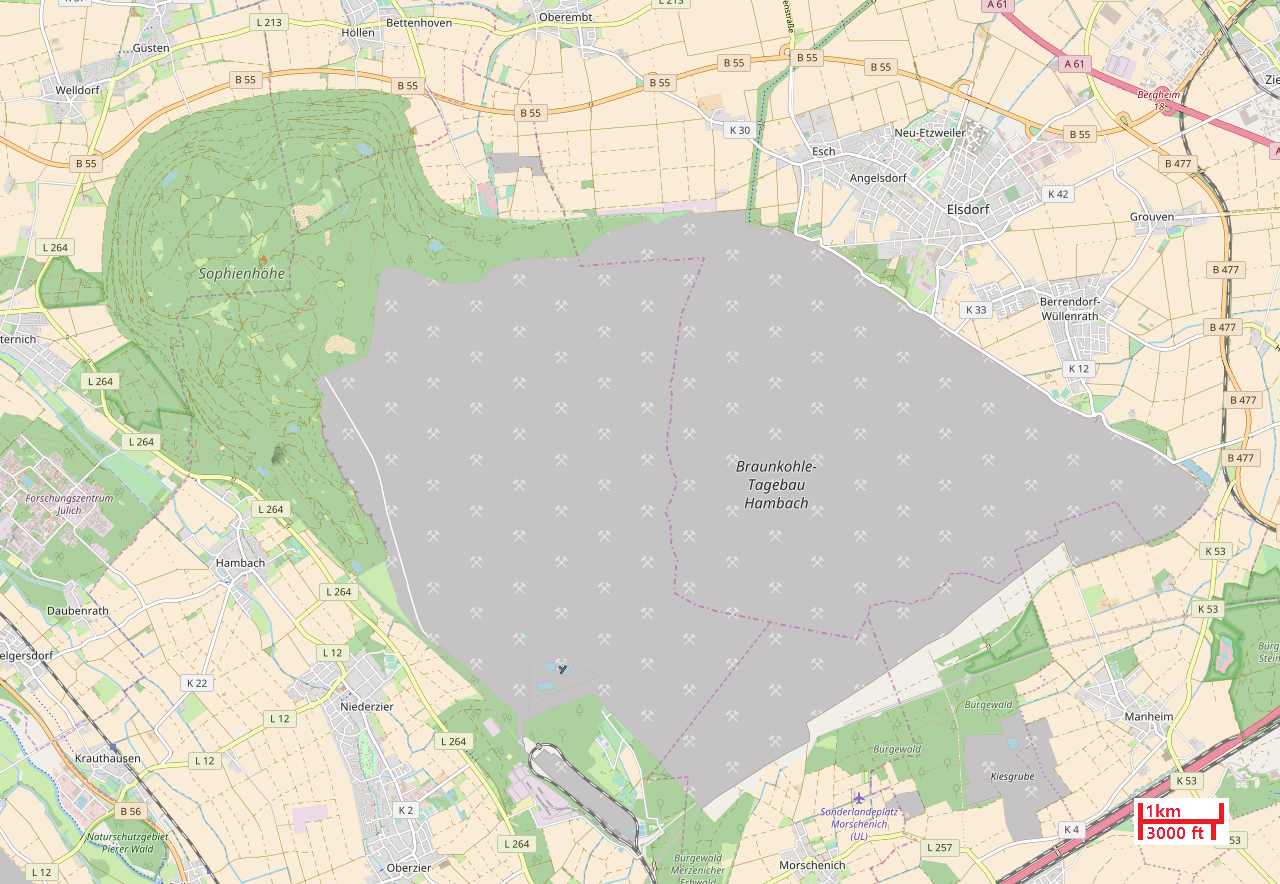
Mina de superfície de Hambach (en gris); el que queda del Bosc de Hambach al sud (NE de Morschenich); el Sophienhöhe recultivat al NO, 2017

### Hàbitat dels ratpenats de Bechstein
És d'especial interès la població de ratpenats de Bechstein, que es troba sota protecció estricta segons els annexos II i IV de la Directiva Hàbitats. Mai no s'ha arribat a fer cap estudi d'avaluació d'impacte ambiental. El Tribunal Administratiu de Colònia va negar la necessitat de cap estudi al novembre de 2017 perquè el permís de les operacions mineres havia estat concedit en la dècada dels anys 1970, molt abans que els estudis d'avaluació d'impacte ambiental fossin obligatoris.

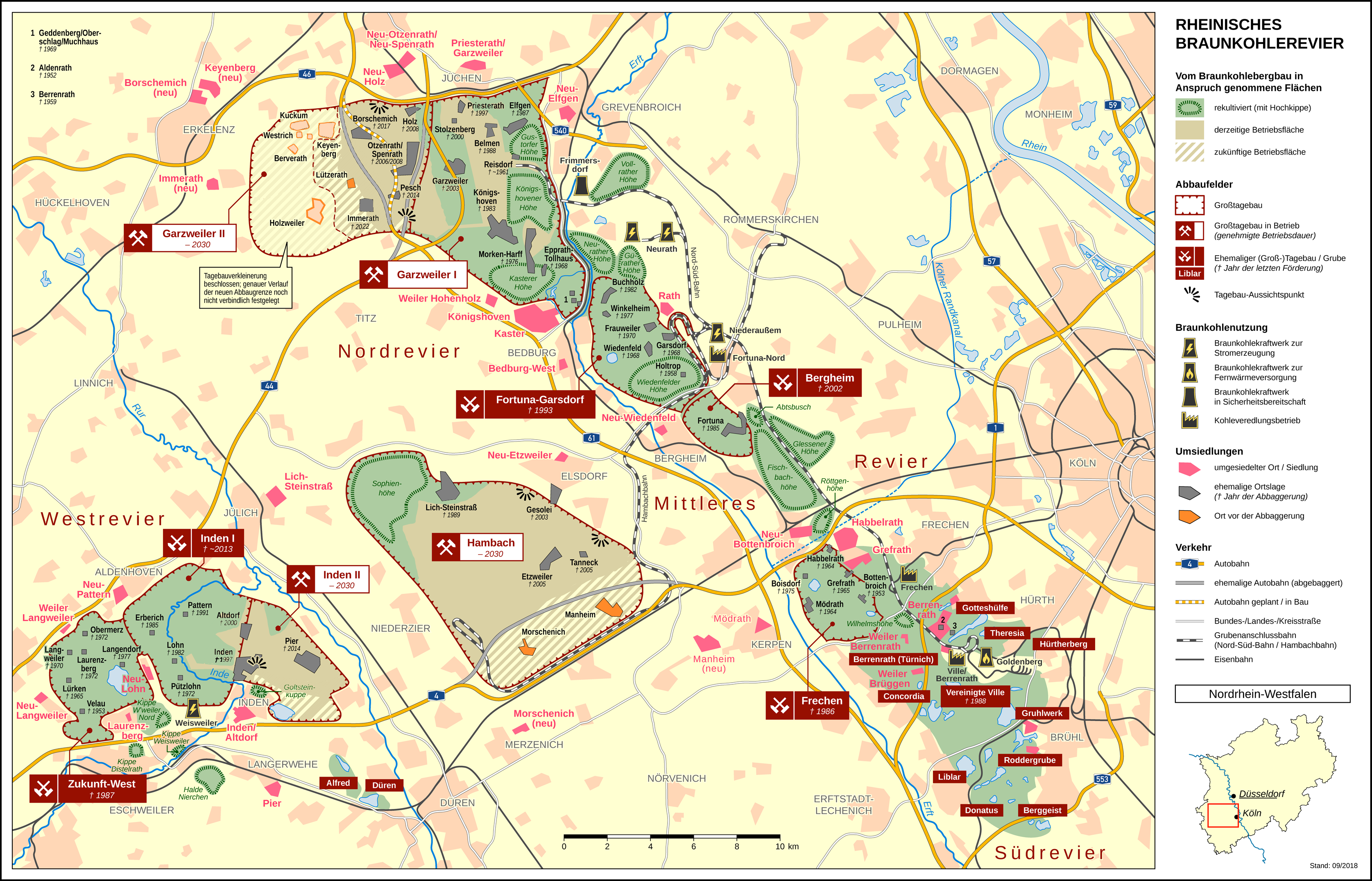
Mineria de lignit a la zona, a data de 2018. Mina de superfície de Hambach a l'esquerra del centre.

## Tala per a l'electricitat del carbó
L'àrea és part de la Zona de Mineria de Lignit del Rin (en alemany Rheinisches Braunkohlerevier), i la mina de superfície de Hambach, que és la mina de pou oberta més gran d'Alemany, a data de 2018. La companyia RWE ha estat propietària de les terres des de 1960 o abans i ha tingut un permís de talar-ne els boscos de la zona des de 1970. L'empresa ha afirmat repetidament que el Bosc de Hambach ha de ser talat per assegurar el subministrament d'energia en un futur.
El procés habitual és excavar el pou de carbó amb una excavadora gegant i després cremar-lo per a la generació de potència de vapor. El mapa de la dreta de 2018 mostra l'extensió de les activitats d'excavació fins ara. En el mapa, el Bosc de Hambach no es menciona en cap moment, en el seu lloc hi diu "futura àrea d'operacions".

## Primera ocupació dels ecologistes (2012–2013)
Des de 2012, el Bosc de Hambach ha estat un punt emblemàtic pels ecologistes que protesten contra l'empresa alemanya d'energia RWE per la mina de superfície de Hambach propera. Amb unes 33 milles quadrades, la mina és la més gran del seu tipus a Europa.
Una àrea d'aquest bosc ha estat ocupada pels opositors de la tala per l'extracció de lignit. El seu objectiu és que es tanqui la mina i se salvin les parts que queden que estan sota l'amenaça de ser talades per poder expandir la mina.

### Demanda de BUND i ordre judicial
Les sessions de tala van durar des de l'1 d'octubre fins al final del febrer i en aquest període s'han talat de 170 a 200 acres. Les operacions de tala en les sessions de 2017 i 2018 van acabar després de només dos dies al novembre de 2017 després que l'Alt Tribunal Administratiu de Münster va ordenar-ne l'aturada. Segons l'ONG BUND, l'associació de protecció ambiental que va presentar-ne la demanda corresponent, el Bosc de Hambach amb el seu roure pènol, els carpins i els muguets és un hàbitat del tipus 9160 de l'annex I de la Directiva Hàbitats (Consell Directiu 92/43/EEC del 21 de maig de 1992).
La primera ocupació va durar un any i mig i va acabar l'any 2013.

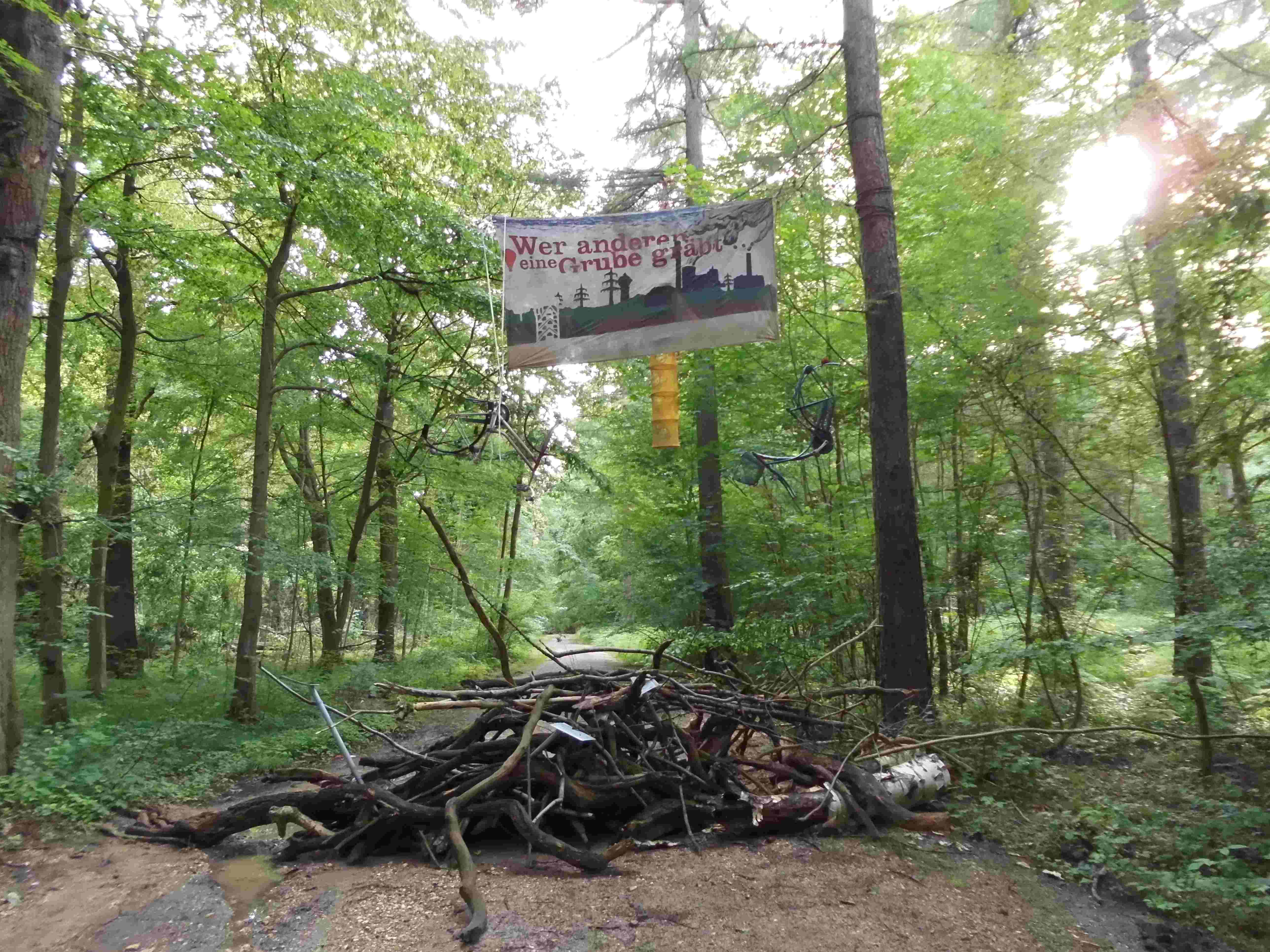
Barricada (setembre de 2016)

## Ocupació actual (2014–)
L'ocupació actual va començar l'any 2014. Implica l'establiment en al voltant de dues dotzenes de cases-arbre i nombroses barricades. Les barricades van ser creades per evitar que la companyia minera i els vehicles policials poguessin entrar.

### Detenció d'activistes (primavera de 2018)

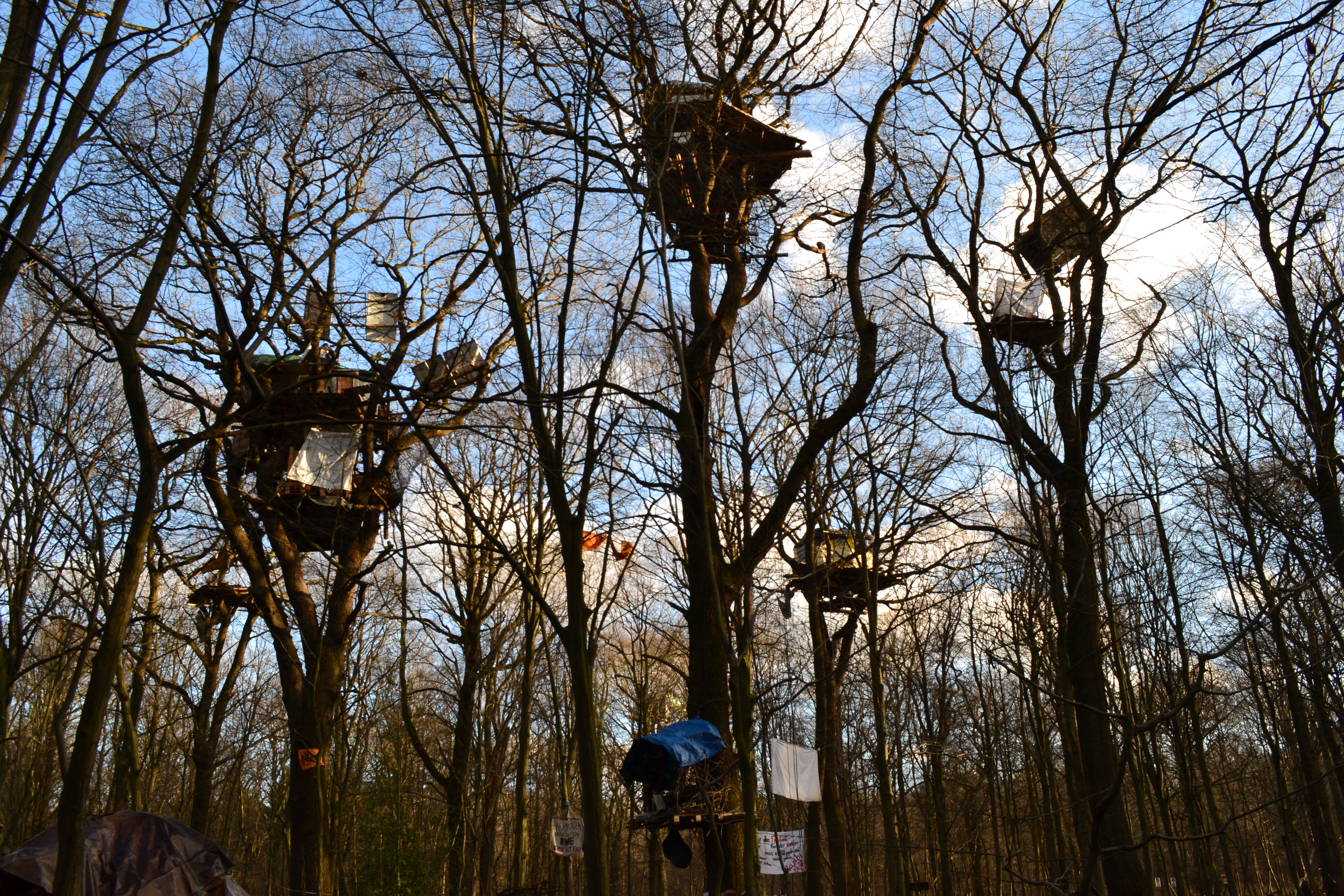
Colònia de tres cases en el Bosc de Hambach (febrer de 2018)

El 22 de gener de 2018, nou activistes del Bosc de Hambach van ser detinguts per resistir-se en el desallotjament d'una barricada. Tots els detinguts es van negar a identificar-se i van romandre desconeguts en la detenció prèvia al judici i també a la sala d'audiències. Un activista, que va ser alliberat després d'encadenar-se en un trípode, va ser condemnat a 6 mesos de llibertat condicional després d'estar en detenció preventiva durant 67 dies a la presó JVA de Colònia. Dos activistes van ser alliberats després de 52 dies de detenció preventiva a la presó de Colònia Ossendorf després que un examen mèdic determinés que tenien molt probablement menys de 21 anys i que per tant haurien de ser jutjats segons la llei juvenil.
Una activista australiana de 22 anys es va unir a l'ocupació al març de 2018 amb la intenció de quedar-s'hi durant dues setmanes per participar en un taller de construcció de cases-arbre. Va ser detinguda el 19 de març de 2018 una setmana després d'arribar en haver format part d'un grup que va llançar petards als oficials de la policia. Va decidir no donar cap detall personal i va intentar seguir en l'anonimat. Com a conseqüència va ser detinguda preventivament (com a "Persona Desconeguda III" [UP III]), negant-se-li l'oportunitat d'agafar el vol que ella mateixa havia d'agafar per tornar a Austràlia una setmana més tard. Se la va identificar un dia abans del judici, que va tenir lloc el 31 de juliol de 2018. Va ser sentenciada a 9 mesos de presó sense opció de llibertat condicional. Després d'una audiència al tribunal, va ser alliberada el 4 d'octubre del mateix any.

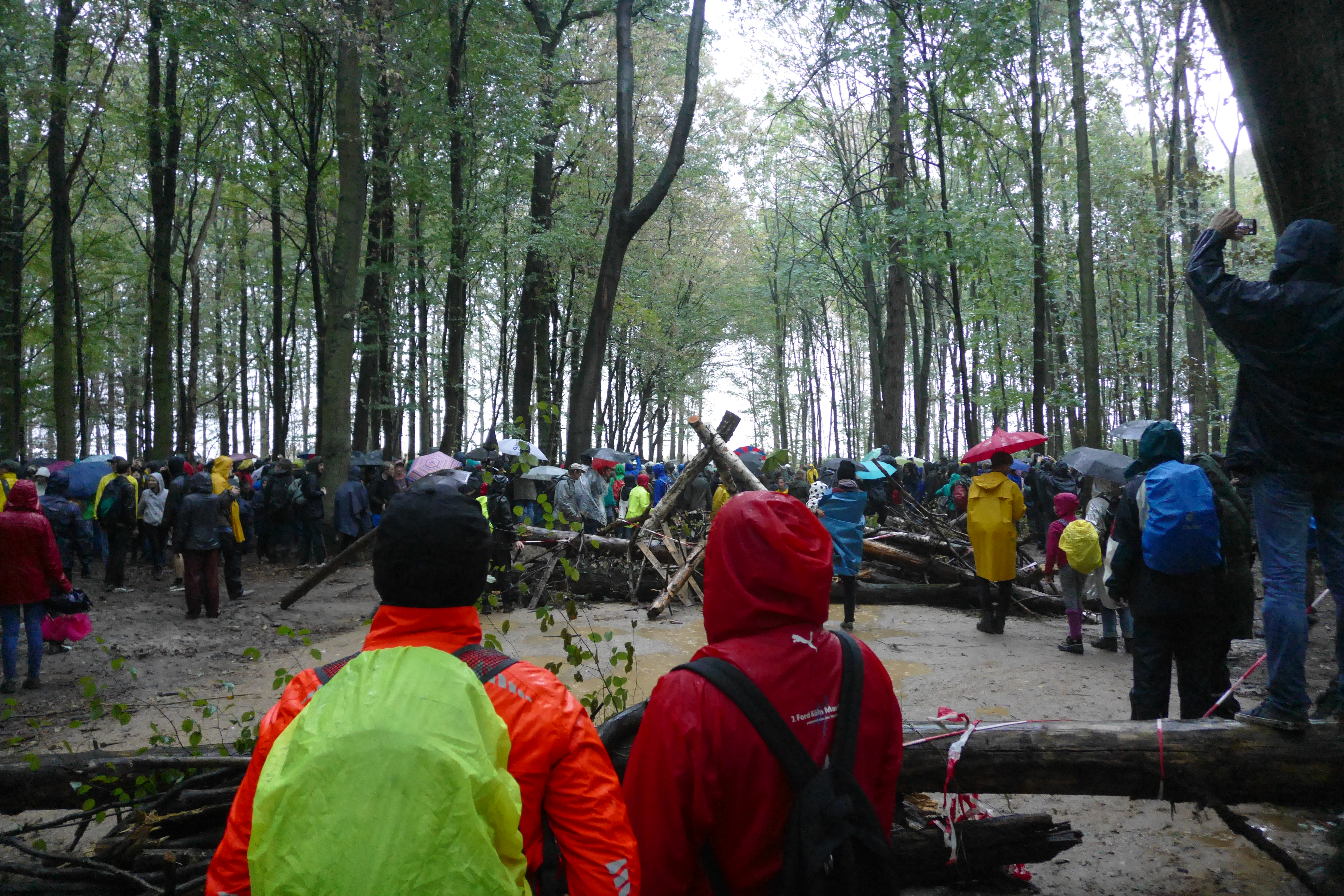
Noves barricades (setembre 2018)

### Desallotjament policial de les cases dels arbres (setembre de 2018)
El 13 de setembre de 2018 una operació policial a gran escala es va iniciar per part del Ministeri de Construcció del Rin del Nord-Westfàlia per desallotjar més de 50 cases-arbre que havien existit durant uns sis anys perquè no complien amb els estàndards que regulen la seguretat en cas d'incendi. Protegir la vida i les extremitats dels ocupants de les cases era un objectiu important de l'operació segons van anunciar els cossos policials.

#### Mort d'un periodista
El 19 de setembre de 2018, mentre treballava en un llarg projecte documental sobre les activitats dutes a terme en el Bosc de Hambach, l'artista, bloguer i periodista de 27 anys Steffen Meyn va caure d'una passarel·la de 15 metres d'altura en el poblat de les cases dels arbres de Beechtown i va morir. Els immediats intents de reanimar-lo no van tenir èxit.
Es va aturar immediatament el desallotjament de les cases dels arbres després de l'incident, però van continuar el 23 de setembre del mateix any. Segons un comunicat de la policia, totes les 86 cases dels arbres van ser desallotjades i destruïdes el 2 d'octubre de 2018.

### Aturada de la tala per ordre judicial (octubre de 2018)
El 5 d'octubre de 2018, l'Alt Tribunal Administratiu de Münster (Oberverwaltungsgericht en alemany) va decretar que la tala del Bosc de Hambach per part de l'empresa RWE havia de parar immediatament fins que s'haguessin avaluat les proves aportades per l'organització no governamental BUND. Les proves en qüestió tenien a veure amb l'amenaça que la tala suposava a la població dels ratpenats de Bechstein.

### Gran manifestació (octubre de 2018)

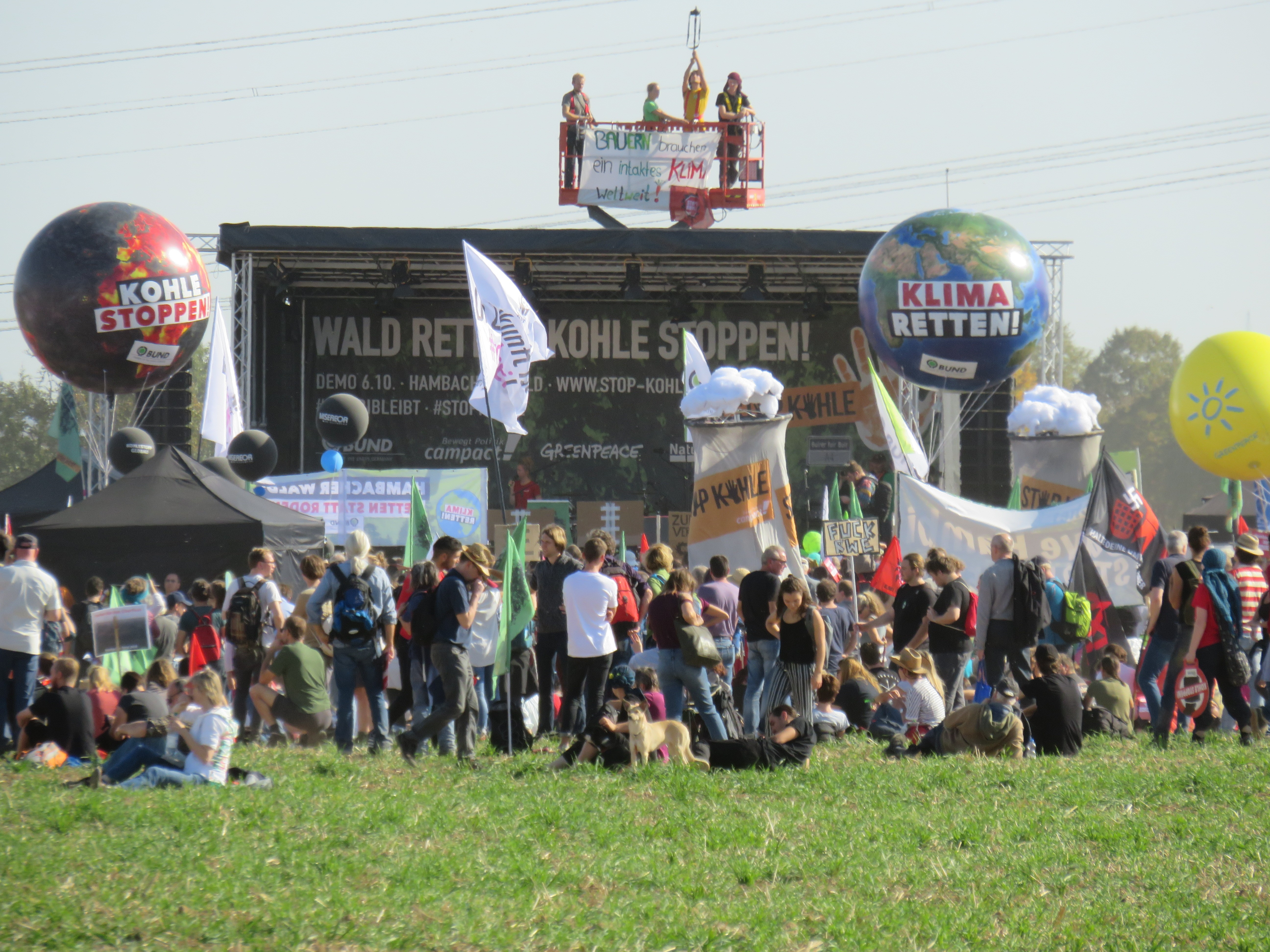
Manifestació Wald retten - Kohle stoppen a prop del Bosc de Hambach (6 d'octubre de 2018)

El 6 d'octubre de 2018 hi va haver una gran manifestació sota el lema "Wald retten - Kohle stoppen" (en català: "salvem el bosc, aturem el carbó") a prop del Bosc de Hambach. Va ser organitzada per l'ONG BUND, Compact, Greenpeace, NaturFreunde Deutschlands (Amics de la Natura), les iniciatives locals Buirer für Buir i Arbeitsgemeinschaft "Bäuerliche Landwirtschaft" (AbL), entre d'altres. Organitzada originalment per 5,000 persones, i amb l'assistència confirmada d'unes 25.000 persones abans que l'esdeveniment fos prohibit temporalment dos dies abans, hi va haver una participació de 50,000 persones segons els organitzadors; mentre que la policia els va quantificar en entre 25.000 o 30.000. Els manifestants celebraven la recent decisió judicial en una atmosfera de festival pacífic amb molts parlaments que reclamaven la fi de l'ús del carbó com a font d'energia. D'entre els que van parlar, destaquen  Michael Müller (polític, de NaturFreunde Deutschlands, 1948) Jens Sannig (pastor), Ulf Allhoff-Cramer (granger de Detmold), Antje Grothus (BUND), Martin Kaiser (Greenpeace), Mamadou Mbodji (NaturFreunde Internationale), Helene Nietert (Camp for Future), Christoph Bautz (Campact), Jochen Flasbarth (Ministeri Federal de Medi Ambient, Conservació de la Natura i Seguretat Nuclear), Annalena Baerbock (Aliança 90/Els Verds), Bernd Riexinger (Die Linke), Michael Zobel (educador forestal), Ingo Bajerke (Keyenberg), Uwe Hiksch (Naturfreunde), i Milan Schwarze (Ende Gelände). Diversos músics van donar suport a l'esdeveniment amb actuacions en directe de Eddi Hünecke, Revolverheld, Tonbandgerät, Die Höchste Eisenbahn, Gerd Schinkel,  Joe Löhrmann, Davide Martello, and Piri-Piri.

El 2019, l'empresa i el govern regional van arribar a un acord per aturar temporalment la tala del bosc.
La decisió final del tribunal serà presa el 2020.

## Galeria

Vistes del Bosc de Hambach
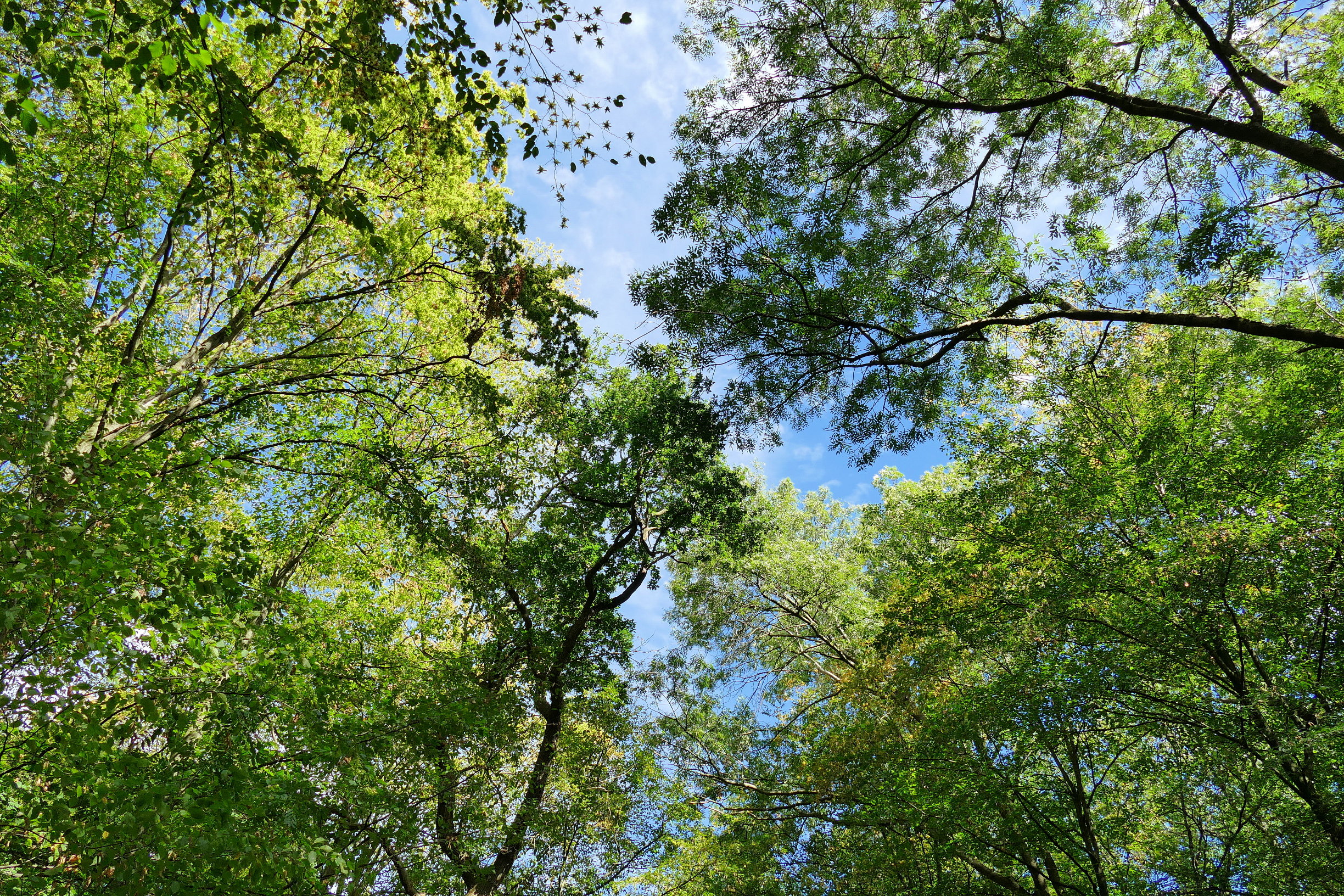
A prop de Morschenich setembre de 2018
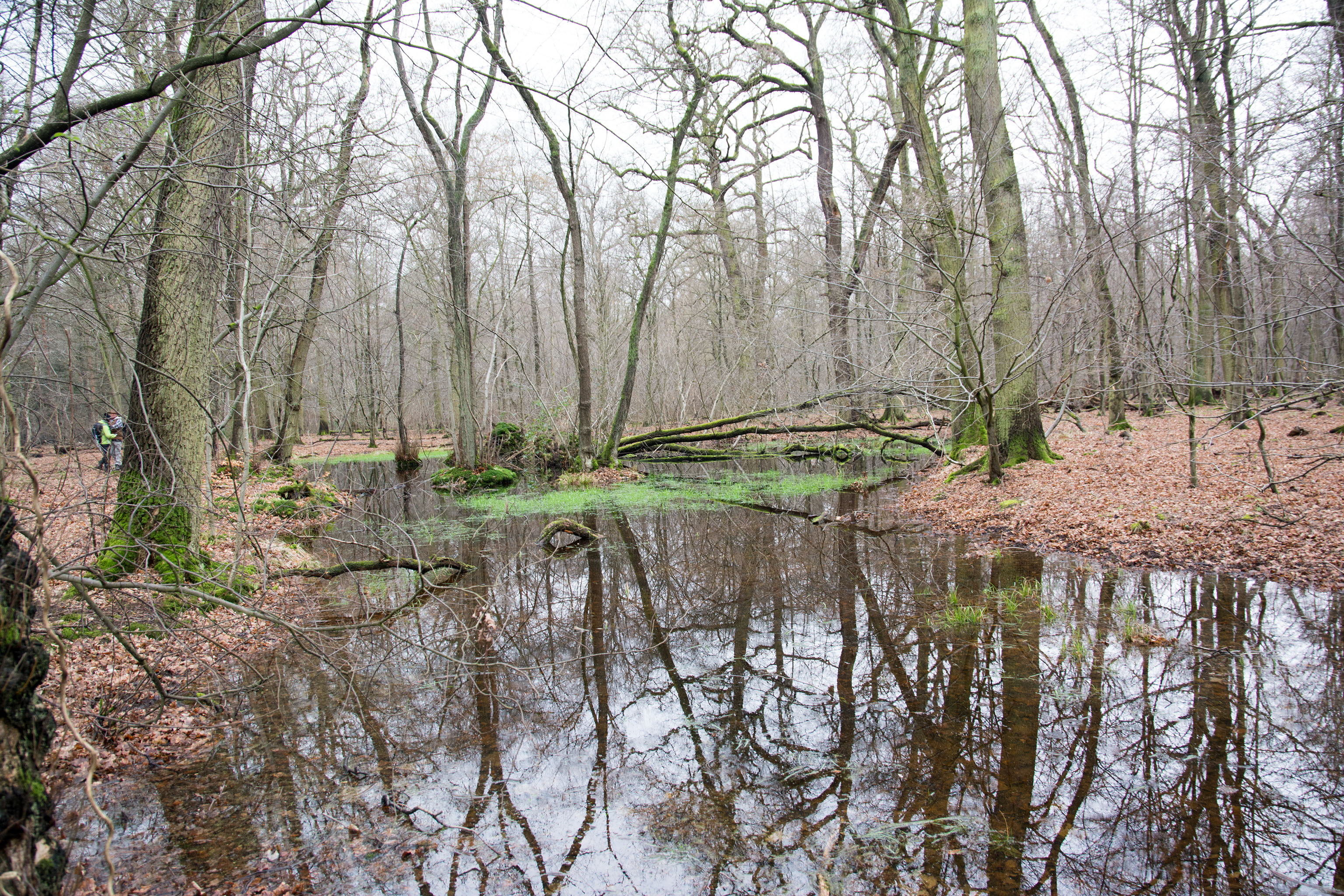
Lloc desconegut del bosc, febrer de 2016